# Uncyclopedia
Die Uncyclopedia, „the content-free encyclopedia that anyone can edit“ (dt.: „die inhaltsfreie Enzyklopädie, die jeder bearbeiten kann“), ist von Gestaltung und internen Richtlinien her eine Parodie auf die Wikipedia, die allerdings eigenständige satirische Inhalte bietet und nicht per se Wikipedia-Artikel parodiert.
Sie basiert auf dem Wiki-Prinzip und benutzt die gleiche Software wie die Wikipedia. Eine Zusammenarbeit mit der Wikipedia oder eine organisatorische Zusammengehörigkeit gibt es nicht.

## Geschichte
Die Uncyclopedia wurde Anfang Januar 2005 von „Jonathan Huang“ gegründet, nachdem im Humorarchiv der englischsprachigen Wikipedia entsprechende Wünsche aufgekommen waren. Im Folgenden wuchs das Projekt so stark, dass Huang im Mai 2005 entschied, es auf Wikia zu hosten.
Aufgrund von Differenzen mit Wikia hinsichtlich zulässiger Inhalte und notwendiger „Inhaltswarnung“ hat ein Teil der englischsprachigen Uncyclopedia-Autoren im Januar 2013 die wikia-gehostete Plattform verlassen und eine eigenständige Uncyclopedia als „Fork“ gegründet. Ältere Inhalte sind in beiden Fassungen enthalten. Beide Plattformen werden weiterhin aktiv gepflegt.
Mit Stand vom 18. April 2025 umfasste die deutsche Uncyclopedia  7.101 Artikel und ist damit deutlich kleiner als die beiden anderen deutschsprachigen Wikipedia-Parodien Kamelopedia (14.477) und die inzwischen auf Read-Only mit Werbebanner umgestellte Stupidedia (23.939). Die englischsprachige Uncyclopedia enthielt an diesem Tag 39.624 Artikel.
Nach der Namensänderung von Wikia in Fandom wurde angekündigt, die noch dort gehosteten Uncyclopedia-Länderversionen zum 31. März 2019 abzuschalten, da bestimmte Inhalte der Satirewikis gegen die Nutzungsbedingungen von Fandom verstoßen. Die noch aktiven Satirewikis mussten zu anderen Hostern wechseln.

## Inhalt
Die Uncyclopedia ist in ihrem Selbstverständnis ein satirisches Projekt. So behauptet sie, die Wikipedia sei eine Parodie auf die Uncyclopedia. Im Selbstverständnis ihrer Benutzer zielt die Uncyclopedia darauf ab, einen satirical point of view (SPOV) zu verbreiten, was als Anspielung auf den Anspruch des neutralen Standpunktes (NPOV) der Wikipedia gemeint ist.
Vandalismus wird in der Uncyclopedia beseitigt und dessen Verursacher von dem Projekt ausgeschlossen. Wie in der Wikipedia auch wird nach eigenen Maßstäben beurteilt, was als Vandalismus zu betrachten und zu entfernen ist. Besonders gelungene Artikel werden in Anlehnung an die wikipedianischen lesenswerten und exzellenten Artikel in der Kategorie „ausgezeichnete Artikel“ geführt.

## Besonderheiten
Ein Running Gag in der englischen Uncyclopedia ist, dass fast jeder Artikel ein – meist frei erfundenes – „Zitat“ von Oscar Wilde enthält. Die Artikel der deutschsprachigen Uncyclopedia begannen früher entsprechend oft mit einem „Zitat“ von David Hasselhoff. Diese gängige Praxis wurde aber innerhalb der deutschen Uncyclopedia geändert, da Hasselhoff dort zwar als Witzfigur, aber nicht mehr als witzig angesehen wird. Schritt für Schritt wurden deshalb die Hasselhoff-Zitate durch Heinz-Erhardt-Zitate oder erfundene Aussagen berühmter Politiker und Prominenter ersetzt.
In der deutschsprachigen Uncyclopedia werden auch vertonte Artikel veröffentlicht, die Hörspiele und satirische Wortbeiträge bieten. Außerdem gibt es seit dem Frühling 2007 nach dem englischen Vorbild die Spezialprojekte „UnNews“, „UnBooks“ und „Undictionary“.
Inhaber der Domain Uncyclopedia.org ist der Gründer der Wikipedia, Jimmy Wales. Nach eigenen Angaben hat er die Domain gekauft, ist aber am Betrieb der Seite nicht weiter beteiligt.
In der Rubrik Humorkritik des Satire-Magazins Titanic wurde die vergleichsweise gute Qualität der Beiträge der Uncyclopedia gelobt und besonders die Möglichkeit herausgehoben, den Humor verschiedener Länder vergleichen zu können.
Mit dem Kevinismus prägte die deutsche Uncyclopedia 2007 einen Begriff, der ein größeres Presseecho fand.